# Wetaskiwin
Wetaskiwin es una pequeña ciudad de la provincia de Alberta, en Canadá. Se encuentra a 70 km al sur de la capital provincial, Edmonton. Su nombre deriva del vocablo cree wītaskīwin-ispatinaw, que significa «las montañas donde se logró la paz».
En Wetaskiwin se encuentra el museo Reynolds-Alberta, dedicado a celebrar “el espíritu de la máquina”; así como el Museo del Patrimonio de Wetaskiwin y de su distrito, que documenta la llegada de los pioneros y el estilo de vida en los primeros años de Wetaskiwin. Situado al suroeste de Wetaskiwin, el Museo del Ferrocarril Central de Alberta reconoce el impacto que tuvo el ferrocarril en el centro de Alberta. El Canada’s Aviation Hall Of Fame se encuentra situado a corta distancia del museo.

## Geografía
Wetaskiwin se encuentra en lo que antes era la costa del gran mar que cubría gran parte de Alberta millones de años atrás. El extremo noroeste de Wetaskiwin es caracterizado por tener colinas con suelo arenoso (dunas de arena), mientras que el extremo sureste de la ciudad es plano y con suelo arcilloso. 
La ciudad se encuentra a una altitud de 760 m (2490 pies). Coal Lake es una reserva desarrollada en Battle river, se encuentra inmediatamente al este de la ciudad, también se encuentran otros cuerpos acuáticos cercanos como, Pipestone Creek, Bigstone Creek, Bittern Lake y Bearhills Lake.
Wetaskiwin se encuentra en el cruce de la carretera 2A , la carretera 13 y el ferrocarril Canadian Pacific. Era una parada de diligencias entre Calgary y Edmonton.

## Demografía
La población de la ciudad de Wetaskiwin, según el censo municipal realizado en el 2014, es de 12 612 habitantes, un cambio del 2.7 % con respecto a 2009, cuando había una población de 12 285 personas. 
En el censo de 2011, la ciudad de Wetaskiwin tenía una población de 12 525 habitantes, que vivían repartidas en 5 131 viviendas, del total de 5 477 que había, un cambio del 7.2 % de su población, frente a las 11 673 que había en 2006. Con una superficie de 18.2 km² , tenía una densidad de población de 688.2/km² en 2011. 
En 2006, Wetaskiwin tenía una población de 11 673 que vivían en 4 956 viviendas, un incremento del 4.7 %, pues en 2001 había 11 154 personas. 
Casi el 12 % de la población se identifica como aborigen, en el censo de 2006.
Casi el 90 % de los residentes identifica el inglés como su primer lengua; aproximadamente el 2.5 % habla alemán; el 1.5 %, francés; el 1 %, el cree; el 0.9 %, el tagalo; el 0.5 %, el chino; el 0.4 % identifica al sueco como primera lengua; y otro 0.4 % señala el ucraniano. 
Cerca del 75 % de los residentes son identificados como cristianos en el censo del 2001, mientras que el 24 % dicen no tener religión. Por denominaciones, el 20 % eran católicos, el 15 % se identificaban con la Iglesia Unida de Canadá, más del 12 % eran luteranos, el 5 % eran bautistas, más del 4 % se declaraban anglicanos y casi el 2 % se definían como pentecostales.

## Economía
Wetaskiwin tiene la distinción de tener el más alto nivel de ventas de automóviles por habitante en Canadá, gracias en gran parte a la publicidad específica de la ciudad que produce a través de la cooperación de todos los concesionarios de automóviles. El lema "Los coches cuestan menos en Wetaskiwin" se atribuye a menudo a la ciudad.

## Atracciones

### Torre de Agua
Construida en 1909, la torre de agua de Wetaskiwin es una de las más antiguas torres de agua municipales en Alberta. Mide 42 metros de altura, su estructura se alza sobre Wetaskiwin desde 1909 y cuenta con 454.609 litros de agua.
En 2004, el Ayuntamiento de Wetaskiwin consideró la posibilidad de demoler la torre de agua, pero los ciudadanos interesados los convencieron de que valía la pena salvar la antigua torre. Los trabajos de renovación de la torre comenzaron en 2005, y en 2006 la torre de agua fue completamente restaurada.

## Gobierno
Históricamente la población de Wetaskiwin ha votado por la facción conservadora, tanto en lo estatal como en lo federal, en términos de política.

## Medios de comunicación
Wetaskiwin cuenta con dos periódicos locales, Leduc - Wetaskiwin Pipestone Flyer (actualmente marca el The Flyer Pipestone) y el Wetaskiwin Times.

## Gente notable
Vara Buskas: exjugador profesional de hockey.
Jackson Davies: actor.
Val Fonteyne:  exjugador profesional de hockey.
Gus Marker: exjugador profesional de hockey.
Martin Sonnenberg:  jugador de hockey profesional.
Allen York:  jugador de hockey profesional.